# Bonaberi (Schiff)
Die Bonaberi war ein in der deutschen Kolonie Kamerun von der Reederei Woermann eingesetztes Boot.  

## Geschichte
Die Bonaberi wurde 1911 in Hamburg gebaut. Ihr Name stammt von dem gleichnamigen Stadtteil der Stadt Duala in Kamerun. Die Bonaberi gehörte der Woermann-Linie in Hamburg. Sie wurde von der Reederei an der Küste von Kamerun eingesetzt.
Als im August 1914 der Erste Weltkrieg ausbrach, wurde das Boot im September 1914 in Duala behelfsmäßig als Minenleger hergerichtet und mit Seeminen bestückt.
Über den weiteren Verbleib der Bonaberi ist nichts bekannt. 